# Paolo il caldo (film)
Paolo il caldo è un film commedia italiano del 1973 diretto da Marco Vicario, tratto dall'omonimo romanzo postumo di Vitaliano Brancati, a sua volta ispiratore della parodia Paolo il freddo con Franco Franchi e Ciccio Ingrassia.

## Trama
Catania. L'arrogante e sifilitico barone Castorini viene offeso a morte dal farmacista del paese. Il più violento dei due figli, Edmondo, decide di vendicare l'affronto distruggendo meticolosamente la farmacia sotto gli occhi di mezza città.
L'altro figlio, Michele, mite e di idee socialiste, è padre del piccolo Paolo che ha le sue prime esperienze sessuali con la cameriera di casa, Giovanna. Paolo cresce ed eredita la lussuria, l'arroganza e la dipendenza dal sesso che contraddistingue tutta la sua famiglia, passando da un'amante all'altra.
Il padre muore suicida, suo zio inizia una relazione con sua madre e lui parte per Roma. Qui, incontra Lilia con cui ha una travolgente quanto manesca storia d'amore, anche a causa dei continui tradimenti di lui. E di donna in donna e di avventura in avventura passa in ozio parecchi anni a Roma finché, un giorno, un telegramma dello zio Edmondo lo riporta a Catania.

## Produzione
Il film è ambientato a Catania, in Sicilia. Alcune scene sono state girate nella parte più antica di Forza d'Agrò, nel quartiere a ridosso del Castello Normanno (XIV secolo).

## Distribuzione e accoglienza
Il film ottenne alla sua uscita un grande successo di pubblico, incassando 3 miliardi e 149 milioni di lire. Il doppiaggio italiano è a cura della C.V.D. [Cine Video Doppiatori].

## Altro
Inghilterra - Canada : The Sensual Man

USA : The Sensuous Sicilian (14 agosto 1977)

Bulgaria : Страстният Паоло

Brasile : Paolo, O Quente

Canada : Ce cochon de Paolo

Spagna : Los amores de Paolo

Finlandia : Tulinen Paolo (11 aprile 1975)

Francia : Ce cochon de Paolo

Grecia : Paolo, o thermos 

Ungheria : Paolo szerelmei

Portogallo : Paulo, o quente

Germania ovest : Paolo - der Heisse (15 novembre 1974)

Giappone (titolo da verificare) : (15 novembre 1975)

Tutto il mondo (titolo inglese) : Paolo the Hot